# Juan Menéndez Granados
Juan Menéndez Granados (n. Pravia, Asturias) también conocido como «Juan sin Miedo», es un deportista extremo español. Su mayor hazaña ha sido la de ser la primera persona en llegar al Polo Sur (Antártida) en bici, en solitario y en total autonomía.
Es un especialista en expediciones de alta dificultad, en bici y en solitario, por los entornos más inhóspitos del planeta. Apasionado desde joven por la exploración, el conocimiento geográfico y el aprendizaje ha pedaleado por la Selva Amazónica, los desiertos australianos, la taiga siberiana, los Andes o el Ártico Canadiense entre otros lugares, en todos y cada uno de los continentes.
En 2011 fue "Premio Viaje del Año: Baikal, solo en el hielo" por la Sociedad Geográfica Española.
En enero de 2014 alcanzó el Polo Sur en bicicleta, siendo el primero en conseguirlo. El reto supuso recorrer 1.200 kilómetros por la superficie de la Antártida, y para completarlo empleó 46 días.
Su experiencia como deportista extremo en este tipo de expediciones hace de Juan Sin Miedo un gestor motivacional del miedo. Precisamente, parte de su actividad fuera del deporte consiste en ofrecer charlas y conferencias para ayudar a la gente a controlar sus miedos y gestionar la adversidad.

## Biografía
A los 16 años Juan Sin Miedo comenzó a realizar travesías en bici, cada vez más largas y más complicadas, poniendo siempre a prueba sus límites. Comenzó haciendo el Camino de Santiago y ha ido cogiendo experiencia hasta convertirse en un referente a nivel internacional.
Entre sus principales expediciones podemos destacar:
En julio de 2003 realizó la Travesía Transpirenaica (Europa), del Mediterráneo al Cantábrico, recorriendo 1.300 kilómetros.
En mayo de 2004 hizo una travesía semicircular por las tierras altas de Escocia  (Europa) a lo largo de 1.100 kilómetros.
En octubre de 2004 llegó al continente africano para realizar una travesía por la cordillera norte de Marruecos, el Gran Atlas, desde Agadir hasta Fez, recorriendo 1.400 kilómetros.
Su siguiente travesía fue en enero de 2005, la Transamazónica (América del Sur), travesía por la cuenca amazónica, pasando previamente por el desierto de Atacama y por los Andes. Recorrió un total de 6.458 kilómetros siendo la persona más joven (tenía entonces 22 años) en atravesar la Selva Amazónica en bici
Entre mayo y septiembre de 2006 realizó una travesía de 4060 kilómetros por los Montes Urales (Europa- Asia), desde Orsk hasta Vorkuta, siendo la primera travesía integral a los Urales en bici.
En abril de 2008 completó la travesía de Escandinavia (Europa) en condiciones árticas, de Helsinki a Cabo Norte, pasando por la región de los lagos y las zonas más solitarias de Laponia a lo largo de 2.312 kilómetros
Desde noviembre de 2008 hasta febrero de 2009 recorrió Australia en diagonal (Oceanía) por el temido Outback, en una travesía de 5.001 kilómetros que está considerada la travesía de costa a costa más difícil que se ha hecho en bici.
En abril de 2009 recorrió el Ártico Canadiense (América del Norte) a lo largo de 1.800 kilómetros por carreteras de hielo, llegando a pedalear por el océano Ártico.
En abril de 2010 llevó a cabo una travesía en el lago Baikal (Asia) helado. El Baikal es el lago más profundo de La Tierra, el más grande de Asia y el quinto más grande del planeta. Realizó un recorrido de 730 kilómetros en la que se convirtió en la primera travesía por este lago en total autonomía, sin parar en ninguna de sus costas para descansar ni avituallarse.
En marzo de 2011 hizo una travesía por Tanzania y realizó un ascenso al Kilimanjaro (África) a pie Recorrió 1000 kilómetros. Su objetivo era realizar una ascensión en bici, pero no consiguió el permiso para ello.
En octubre de 2011 llevó a cabo una travesía circular de 775 kilómetros por el macizo de Los Pamires (Asia).
En abril de 2012 realizó un primer intento de atravesar Groenlandia de la costa Oeste a la Este. Sin embargo, al no permitir el Gobierno de Groenlandia ir en solitario, estuvo acompañado por una moto de nieve que tuvo problemas para avanzar. El resultado fue que no pudo completar el recorrido al no poder continuar en solitario.
En marzo- abril de 2013 realizó una travesía, primero por el Mar Báltico y después por el Lago Inari (Europa), ambos congelados. En total recorrió 210 kilómetros. A ésta le siguieron otras travesías por Laponia y Noruega como preparación para Antártida.
Desde agosto hasta septiembre de 2013 volvió a Groenlandia para completar la travesía de la costa Este a la Oeste junto a un grupo de esquiadores noruegos. En este caso consiguió completar la ruta de 600 kilómetros.
Desde diciembre de 2013 hasta enero de 2014 Juan Sin Miedo consiguió uno de sus mayores retos, La Amundsen's Spirit Expedition (Polo Sur). Recorrió 1.200 kilómetros en 46 días durante los cuales viajó en total autonomía por el mayor campo de hielo del mundo.
Entre abril y mayo de 2016 atravesó el desierto de Atacama, desde Arica hasta Copiapó, recorriendo en 36 días 1.750 kilómetros, durante los cuales alcanzó alturas de hasta 5.220 metros, con la consiguiente falta de oxígeno que eso conlleva. Además de a la altitud y la soledad, se enfrentó a temperaturas extremas, que oscilaron entre los 15 °C bajo cero y los 42 °C positivos, a la falta de agua y comida y a rachas de viento de hasta 65 kilómetros por hora.
Entre marzo y mayo de 2017 Juan Sin Miedo pedaleó durante 43 días por Mongolia, desde Ulaangom hasta Dalanzadgad, recorriendo los lugares más inhóspitos, como las montañas Tarvagatai o el desierto del Gobi. Tras una amigdalitis inicial que retrasó el inicio de su expedición, se enfrentó a tramos de nieve de hasta 40 centímetros de espesor así como a otros de arena pastosa que dificultaba el pedaleo, a temperaturas que oscilaron entre los 20 °C bajo cero hasta los 35 °C positivos, así como a otras dificultades añadidas, como que se rompiera su GPS a la mitad de la expedición o una rotura fibrilar en el gemelo en los últimos días de la misma. Recorrió 2.685 kilómetros con un desnivel acumulado de 15.400 metros y una altura máxima de 2.555 metros.
Entre enero y febrero de 2018 pedaleó en Patagonia por la Carretera Austral, El Chaltén, Glaciar Perito Moreno, Torres del Paine y Tierra de Fuego. Terminó en Ushuaia. Fueron 2.700 kilómetros de entrenamiento para su expedición por los desiertos de Estados Unidos.
Entre febrero y abril de 2018 recorrió los principales desiertos del salvaje oeste de Estados Unidos. Su itinerario de 3.747 kilómetros por caminos y senderos pasó por el Valle de la Muerte, desierto de Mojave, Ruta 66, Gran Cañón del Colorado, Bryce Canyon, Monument Valley, Cañón Negro del río Gunnison y Canyonlands. Soportó temperaturas bajo cero y la nieve dificultó su paso en algunos collados a casi 3.000 metros.
Entre octubre y diciembre de 2019 atravesó Australia en diagonal, desde Perth hasta Darwin. Pasó por las comunidades aborígenes más remotas, y tuvo que soportar temperaturas de hasta 45 °C a la sombra en las goras centrales del día. Dicha ola de calor provocó los famosos incendios en Australia de ese año. Cogía el agua de pozos y llegaba a beber hasta 12 litros al día. Hizo 4.805 kilómetros.
Expediciones:
2003: Transpirenaica (Europa) 1.300 kilómetros.
2004. Escocia (Europa). 1.100 kilómetros
2004. Ascensión Alto Atlas (África). 1400 kilómetros
2005. Transamazónica (América del Sur). 6485 kilómetros
2006. Urales (Europa- Asia). 4060 kilómetros
2008. Escandinavia (Europa) 2312 kilómetros
Noviembre de 2008-febrero de 2009. Australia en diagonal (Oceanía). 5001 kilómetros.
2009. Ártico Canadiense (América del Norte). 1800 kilómetros
2010. Lago Baikal (Asia). 730 kilómetros.
2011. Tanzania- Kilimanjaro (África). 1000 kilómetros.
2011. Macizo de Los Pamires (Asia). 775 kilómetros.
2012. Groenlandia (Europa)
2013. Mar Báltico- Lago Inari (Europa). 210 kilómetros.
2013. Groenlandia (Europa). 600 kilómetros.
Diciembre de 2013-enero de 2014. Amundsen's Spirit Expedition (Polo Sur). 1200 kilómetros.
2016. Desierto de Atacama (América del Sur). 1.839 kilómetros.
2017. Mongolia (Asia). 2685 kilómetros.
2018. Patagonia (América del Sur). 2.700 kilómetros.
2018. Desiertos de Estados Unidos (América del Norte). 3.747 kilómetros.
2019. Australia (Oceanía). 4.805 kilómetros.